# Escapolita
La escapolita o fuscita es un grupo de minerales tectosilicatos, que forman todos ellos una serie de solución sólida entre dos extremos: la meionita con calcio y la marialita con sodio:
| Nombre del mineral | Proporción Ca:Na | fórmula química                  |
| ------------------ | ---------------- | -------------------------------- |
| meionita           | 1:0 a 3:1        | Ca4Al6Si6O24(CO3)                |
| wernerita          | 3:1 a 1:2        | (Na,Ca)4(Si,Al)12O24(Cl,CO3,SO4) |
| marialita          | 1:2 a 0:1        | Na4Al3Si9O24Cl                   |

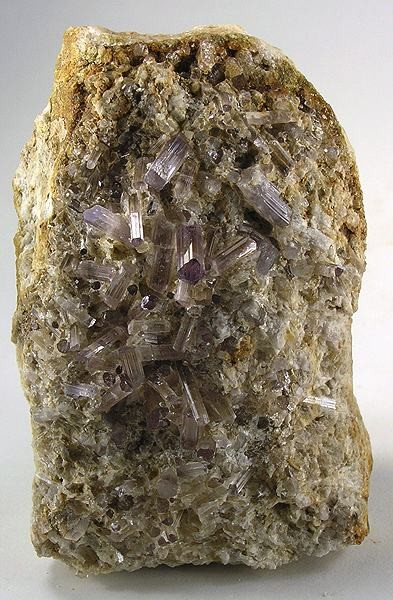
Escapolita de la provincia de Badakshan, Afganistán

La escapolita fue descrita por el mineralogista brasileño José Bonifácio de Andrada e Silva en 1800. Fue nombrado por las palabras griegas ζκαποζ, skapos ('varilla') y lithos ('piedra'), ya que a veces viene en forma de largos cristales estriados; en segundo lugar, le dio el nombre de wernerita pero este término, al no haber sido anterior, sólo se considera una variedad de grupo.  

## Ambiente de formación
Son unos minerales metamórficos. Son muy comunes en las rocas ígneas, formados sobre éstas por alteración metamórfica de las rocas máficas o en bombas volcánicas y lavas, también en la alteración de las pegmatitas. También en rocas metamórficas de metamorfismo regional y de contacto.